# Homapoderus goellneri
Homapoderus goellneri es una especie de coleóptero de la familia Attelabidae.

## Distribución geográfica
Habita en Uganda.